# شین هرلبت
شین هرلبت (انگلیسی: Shane Hurlbut؛ زادهٔ ۱۹۶۴ میلادی) یک فیلم‌بردار اهل ایالات متحده آمریکا است.
از فیلم‌ها یا مجموعه‌های تلویزیونی که وی در آن‌ها نقش داشته است می‌توان به ۱۱:۱۴، جنون سرعت، قانون شجاعت، نابودگر: رستگاری، رأی‌دهندگان مردد، بهترین بازی دنیا، در میان آبی، جمجمه، هیچ‌کجا مثل خانه نیست و رت پک اشاره نمود.